# 西朗達
《西朗達》（英語：Si Ronda）是一部1930年無聲電影，由荷屬東印度的陳氏影業製作，李德水執導，巴赫蒂亞爾·埃芬迪主演。該片改編自巴達維族的民間蘭農戲劇傳統，講述一位精通馬來武術的俠盜西朗達的故事。在原版戲劇中，西朗達常被描繪成羅賓漢式的英雄人物。這部現已散佚的電影是1929至1931年間一系列武打片中的一部。上映時媒體對本片的報導甚少。該故事於1978年再次被改編為電影《西朗達：巴達維亞之虎》。

## 製作
《西朗達》改編自當時深受印尼華人與原住民觀眾歡迎的蘭農戲（一種巴達維族的傳統戲劇形式）。西朗達的故事圍繞着同名巴達維亞俠盜展開，他精通馬來武術，傳說會劫富濟貧。印尼電影學者米斯巴赫·尤薩·比蘭
指出，選擇改編西朗達的故事是因為其動作場面的潛力。當時印尼本土電影的動作場景多受美國電影啟發，且廣受觀眾歡迎。
與西朗達相似的故事還有占龐與比東的傳說；這些戲劇都以被稱為「勇士」的非凡人物為中心，他們雖遊走法律邊緣，但通常會為平民百姓而戰。這類故事改編的俠盜電影，自1929年巴達維亞電影公司出品的《查納》後開始流行。其後有黃氏兄弟的《普里安劫案》（同年出品），以及1931年改編自比東傳說的電影。這類電影佔1929至1931年本土製作的四分之一，但並非所有改編都保留主角的英雄特質：例如黃氏兄弟的《比東》就將其描繪成普通盜匪，而非原戲劇中的羅賓漢式人物。
《西朗達》由李德水執導，陳氏影業的陳官耀監製。兩人曾於1929年合作過票房成功的《娜伊·達西瑪》。攝影工作由阿·盧皮亞斯負責。這部黑白默片由巴赫蒂亞爾·埃芬迪主演，他是陳氏影業的佈景師，首次出演電影即擔任主角。參演者還包括曾出演《娜伊·達西瑪》的演員莫莫。

## 上映與影響

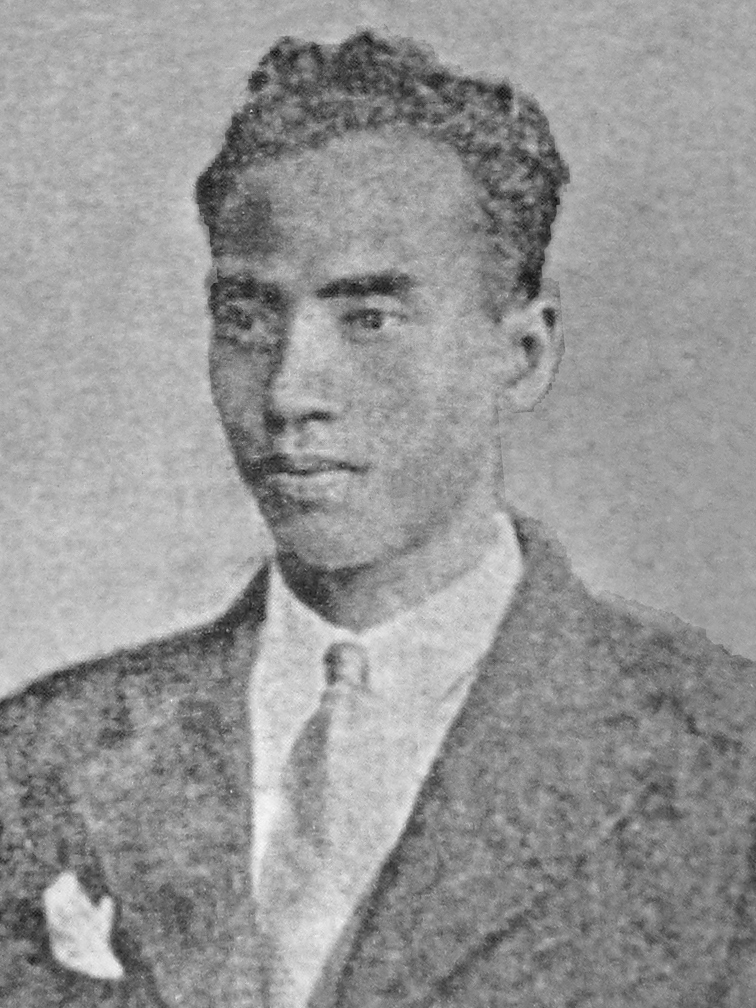
《西朗達》主演巴赫蒂亞爾·埃芬迪

《西朗達》於1930年上映；埃芬迪表示該片在陳氏影業的《南茜復仇記》（《娜伊·達西瑪》續集）於1930年5月上映前已發行。荷蘭報紙顯示，該片最遲於1932年已在北蘇門答臘的棉蘭放映。比蘭指出該片獲得的媒體關注極少；他特別提到印尼電影資料館中沒有關於《西朗達》的新聞剪報。
《西朗達》之後，李德水與陳官耀又合作了三部電影。李德水於1932年離開陳氏影業，據稱是因他的創作風格與公司面向普羅大眾的定位不符，且導致製作成本超支。埃芬迪在陳氏工作至1932年，其後離職主持電影雜誌《電影世界》。莫莫的演藝生涯持續至1941年，先後效力於陳氏影業與標準電影公司。該片很可能已經散佚。美國視覺人類學家卡爾·G·海德認為1950年前的所有印尼電影均已失傳。然而，克里斯坦托的《印尼電影目錄》記載有若干部該時期的電影保存在印尼電影資料館。
1978年，另一部改編自西朗達故事的電影《西朗達：巴達維亞之虎》上映。該片由弗里茨·G·沙德執導，迪基·祖卡爾納因飾演主角，倫尼·瑪麗娜飾演其戀人。在這個版本中，西朗達運用其馬來武術對抗腐敗地主與殖民政府官員。

## 外部連結
- 互联网电影数据库（IMDb）上《西朗達》的资料（英文）